# Surselva

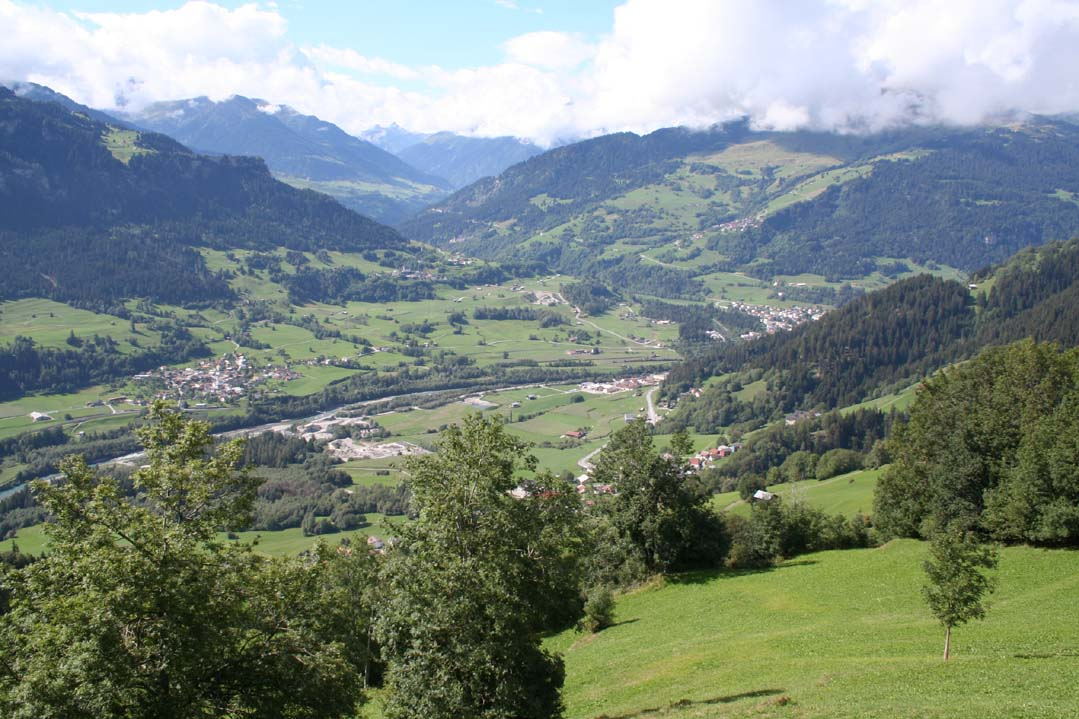
Die untere Surselva bei Ilanz

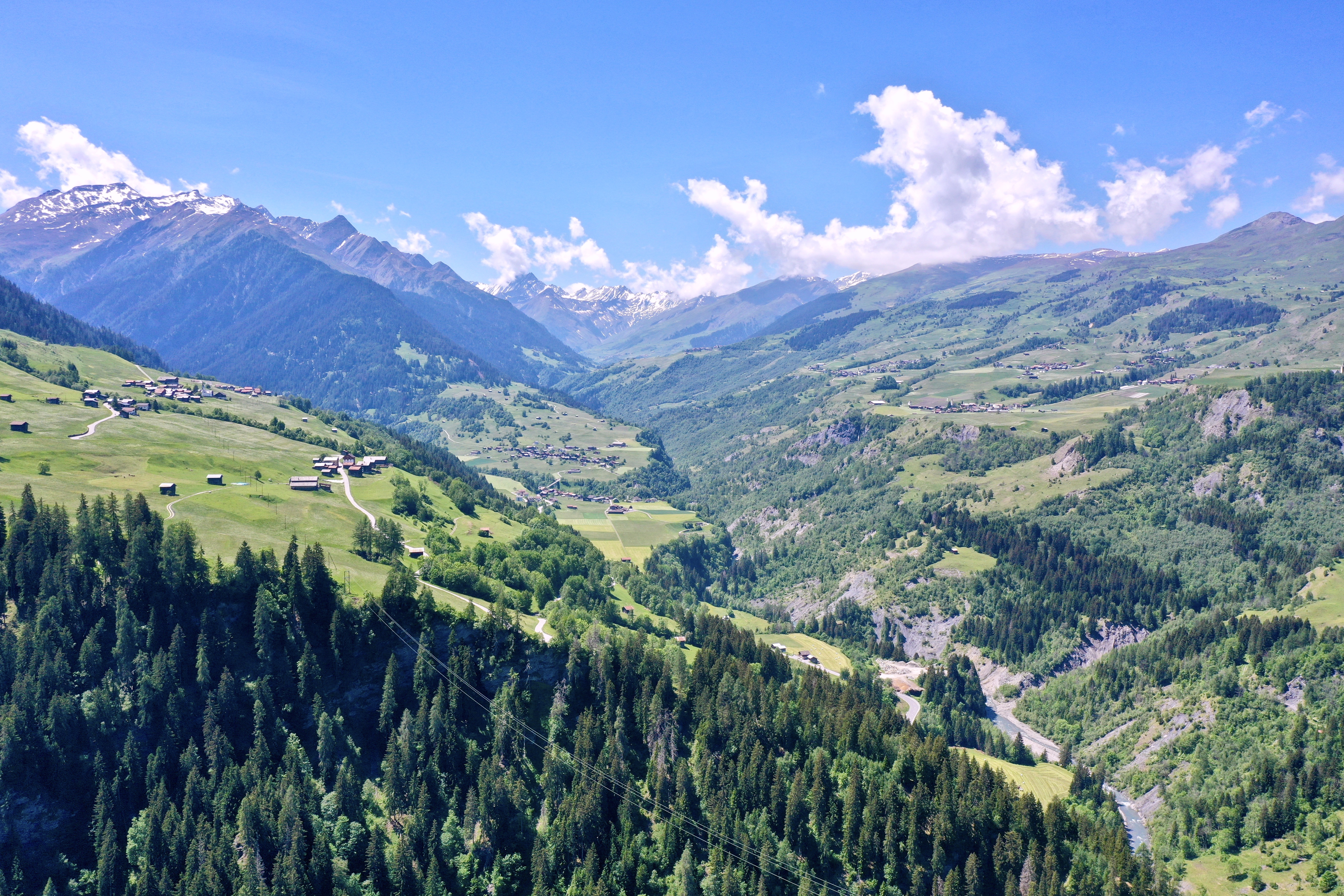
Blick im Lugnez nach Westen

Die Surselva ([suʁˈsɛlvɐ] ⓘ) ist die Talschaft des Vorderrheins im schweizerischen Kanton Graubünden. Besonders für den romanischsprachigen Teil der Surselva ist auf Deutsch auch der Name Bündner Oberland gebräuchlich.

## Beschreibung
Die Surselva erstreckt sich vom Oberalppass im Westen bis zum Zusammenfluss mit dem Hinterrhein bei Reichenau im Osten. Ihre Hauptorte sind Ilanz und Disentis/Mustér. Der obere Teil der Surselva (um Disentis/Mustér) heisst Cadi, der untere (um Ilanz) Gruob (rät. Foppa); der unterste Teil umfasst auch die Ruinaulta. Die 2016 gegründete Region Surselva – räumlich identisch mit dem 2001 gebildeten Bezirk Surselva – umfasst u. a. neben dem Haupttal die rechten Seitentäler Val Medel, Val Sumvitg, Val Lumnezia, Valser Tal.

## Name
Der rätoromanische Name Surselva bedeutet «oberhalb des Waldes». Mit dem Wald ist der heute noch intakte Grosse Wald (romanisch Uaul Grond) im Gebiet des nacheiszeitlichen Flimser Bergsturzes bzw. der Ruinaulta gemeint. Dieses Schuttgebiet war wertlos für Landwirtschaft aufgrund des Reliefs, aber auch, weil kein Oberflächenwasser vorhanden ist, weshalb es seit Beginn der ersten nachgewiesenen menschlichen Besiedelung in der Bronzezeit nicht erschlossen und das Waldgebiet erhalten wurde. Wald steht ebenfalls auf der Südseite der Rheinschlucht in jenen Gebieten, in denen der Untergrund aus Bergsturzschutt besteht.

## Sprache
In den meisten Gemeinden der Surselva ist das romanische Idiom Sursilvan die Amtssprache. Deutschsprachig sind das Safiental sowie die Gemeinden Vals und Obersaxen Mundaun, alles alte Walsersiedlungen.

## Religion und Brauchtum
Die Bevölkerung ist mehrheitlich katholisch, was sich früher politisch und kulturell im Phänomen der Lavina nera niederschlug. Reformiert sind das Safiental, Waltensburg/Vuorz und einige ehemalige Gemeinden um Ilanz: Schnaus, Luven, Castrisch, Riein, Pitasch, Duvin sowie Flond. In Ilanz selbst sind beide Konfessionen vertreten. In den katholischen Gemeinden werden die alten religiösen Traditionen und Bräuche, wie z. B. die Fronleichnamprozessionen, noch intensiv gelebt. Die Bevölkerung konnte die ländlichen Traditionen bewahren.
Neben dem Domleschg und dem Schamserberg ist die Surselva die einzige Region der Schweiz, in der die Tiba als Signal- und Musikinstrument auf Maiensässen und Alpen weit verbreitet war.

## Wirtschaft
Hauptwirtschaftszweige sind das lokale Kleingewerbe, die Landwirtschaft und der Tourismus, traditionell auch das Kristallsuchen. Unternehmen des Produktions- oder Dienstleistungsgewerbes sind nur wenige im Tal ansässig. Über die Region hinaus bekannt ist der Skihersteller Zai aus Disentis/Mustér.

## Verkehr
Bis zur Mitte des 19. Jahrhunderts gab es in der Surselva keine fahrbare Strasse; erst 1846 wurde das Tal über Flims erschlossen. 1858 erreichte die Strasse Disentis, und eine Pferdepost nahm ihren Betrieb auf. 1879 wurde die Strasse nach Vals erstellt, 1885 ins Safiental, 1887 durch das Val Lumnezia nach Vrin und 1894 nach Obersaxen.
Die Rhätische Bahn führt seit 1903 nach Ilanz und seit 1912 nach Disentis. An die Vorderrheinlinie der RhB schliesst sich in Disentis/Mustér die Matterhorn-Gotthard-Bahn an und stellt die Verbindung zur Gotthardbahn her. Im Osten erfolgt der Anschluss auf die SBB in Chur. Quer zum Tujetsch, dem obersten Abschnitt der Surselva, liegt der Gotthard-Basistunnel. Der Haupteingangsschacht ist im Tujetscher Hauptort Sedrun. Überlegungen, an diesem 800 m langen Schacht einen Übergang (Umsteigebahnhof Porta Alpina) einzurichten, wurden verworfen.

Parallel zur Schmalspurbahn verläuft die Hauptstrasse 19 durch die ganze Surselva bis zum Oberalppass und weiter nach Andermatt im Kanton Uri. In Disentis/Mustér zweigt die Lukmanierpassstrasse ins Tessin ab. Die Übergänge des Kistenpasses und des Panixerpasses nach Norden (Glarus) und über die Greina ins Tessin und über den Valserberg ins Rheinwald nach Süden sind alpine Wanderrouten. Durch das Vorderrheintal führt die Senda Sursilvana.

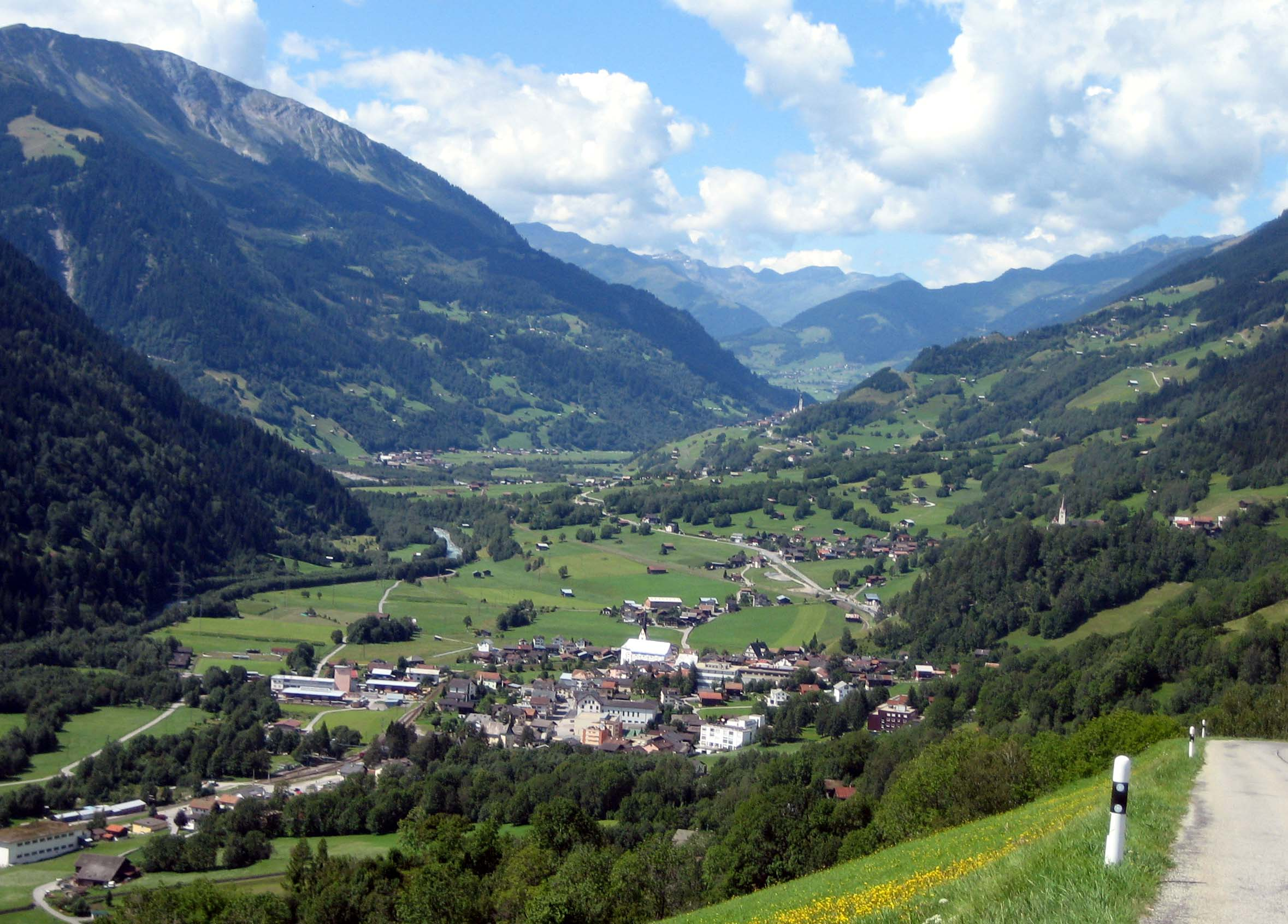
Die mittlere Surselva bei Trun

## Natur

Historisches Luftbild von Werner Friedli (1954)

Das Haupttal setzt sich in erster Linie aus Wald und Weideland zusammen. Die Siedlungen bedecken nur einen geringen Teil der Fläche. In den Seitentälern gibt es teilweise noch intakte Hochmoore und alpine Auengebiete.
In der Surselva leben zahlreiche Wildtiere wie Steinböcke, Gämsen, Rothirsche und Rehe. Seit den 1990er-Jahren kommen in der oberen Surselva vereinzelt Luchse vor, die wahrscheinlich aus den westlichen Schweizer Alpen zugewandert sind. Zwischen Andiast und Ilanz nördlich des Rheins hielt sich zwischen 2002 und 2010 mindestens ein aus Italien zugewanderter Wolf auf. Als Zeichen einer intakten und ungestörten Natur ist zu werten, dass in der Surselva eine verhältnismässig grosse Population von Auerwild lebt.
Bedeutende Berggipfel sind der Piz Terri (3149 m), das Fanellahorn (3124 m), der Piz Greina (3124 m), das Furggeltihorn (3043 m), das Faltschonhorn (3022 m), das Tomülhorn (2946 m), der Piz Val Gronda (2820 m), der Pazolastock (2739 m), das Alperschällihorn (3038 m) und der Piz Mundaun (2063 m).
Auf der sechsstündigen Rundwanderung von Breil/Brigels – Sesselbahn Crest Falla – Alp Quader – Rubi Sura – Bergsee hinter dem Péz d'Artgas – Kistenpass – Bifertenhütte – Bergsee – Rubi Sut – Uaul Scatlè (höchstgelegener Fichtenurwald Europas) – Breil/Brigels kann die Erdgeschichte der Region anhand eines Führers erkundet werden. Der handliche Führer beschreibt Orte, an denen die Entstehung und der geologische Aufbau der Alpen praktisch nachvollziehbar sind. In den Kalkschichten bei der Bifertenhütte finden sich Versteinerungen.
Berghütten des Schweizer Alpen-Clubs (SAC) sind die Badushütte, die Cavardirashütte, die Läntahütte, die Medelserhütte, die Maighelshütte, die Puntegliashütte und die Terrihütte.

## Burgen
Aufgrund seiner verkehrspolitisch wichtigen Lage als Durchgangsweg zu den Alpenpässen Lukmanier und Oberalp entwickelte sich die Surselva zu einer der burgenreichsten Regionen der Schweiz.
Im untersten Talabschnitt, noch vor dem Flimser Grosswald, steht die jüngst freigelegte Ruine der Burg Wackenau ausgangs der Ruinaulta, bei Trin die Burg Canaschal und die Kirchenburg Crap Sogn Parcazi sowie vor Flims die Burg Belmont. In der Region Laax-Falera-Ilanz standen die Burgen Lagenberg und Wildenberg und auf dem Talboden Valendas, Castrisch, Schiedberg bei Sagogn, Löwenstein und Grüneck bei Ilanz, Löwenberg bei Schluein und in Ruschein die Burg Frauenberg.
Bei Waltensburg standen vier Burgen: Grünenfels, Jörgenberg, Kropfenstein und Vogelberg, in Zignau die Burg Ringgenberg und oberhalb Trun Cartascha, Salons, Friberg und der Turm Schlans.
Auf dem Gebiet der Gemeinde Obersaxen Mundaun stehen die Ruinen der Burgen Moregg, Schwarzenstein, Saxenstein und Heidenberg oberhalb Tavanasa.
Weiter talaufwärts steht nordwestlich von Sumvitg die Ruine des Turmes der Burg Tuor, bei Siat die Ruine Friberg, und bei der Russeinerbrücke stand die Burg Hohenbalken. Am weitesten oben im Tal lag die Burg Pontaningen bei Sedrun.